# Роже Гароди
Роже Гароди (на френски: Roger Garaudy) е френски писател, философ и политически деятел. Участник в Съпротивата през Втората световна война. От 1945 г. член на ЦК на Френската комунистическа партия, а от 1956 г. и член на Политбюро на Френската комунистическа партия. През 1970 г. е изключен от ФКП като ревизионист, защото излиза с остра критика за извращенията на марксизма и социализма. Като алтернатива на „държавния капитализъм“ издига идеята за диалог на марксизма с християнството.

## Биография
От 1936 г. е доктор по философия в университета в Страсбург и е назначен за професор по философия в Алби. По това време става марксист. По време на Втората световна война е в редиците на лявото крило на френското съпротивително движение срещу окупацията и правителството във Виши.
От октомври 1944 г. активно участва в политическия живот на Франция. Избран е за член на Учредителното събрание (1945 – 1946) и Народното събрание (1946 – 1951) на страната, а през 1956 г. е избран за член на Политбюро на Комунистическата партия на Франция (заема този пост до 1970 г. и се счита за водещ идеолог на партията), заместник-председател на Народното събрание (1959 – 1962) и френски сенатор (1959 – 1962).
През 1982 г. Роже Гароди приема исляма с името Реджа Джаруди. Специфична особеност при този верски акт е убеждението на Гароди, че Аллах давайки на хората халиф (Божий наместник на земята), го определя за такъв не на богоизбраните от него да управляват земното царство, а за халиф на всички мюсюлмани. 
Роже Гароди е горещ защитник на отричането на Холокоста.  В този контекст оправдава националсоциалистическия режим на Хитлер и създаването на Трети Райх. Според Гароди актът от 6 септември 1939 г. (непосредствено след обявяване на война от страна на Великобритания и Франция на Германия от 3 септември) на председателя Хаим Вайнцман на Еврейската агенция за Палестина със седалище в Лондон, че евреите са готови „да се борят за демокрацията на страна на Обединеното кралство във войната“ е признаване на факта, че „Юдея обявява война на Германия“. 

## Произведения
Роже Гароди е автор на антифашисткия роман-дневник „Антей“ (1946) и романа „Осмият ден на творението“ (1947), както и на няколко пиеси и други есеистични творби („За реализма без брегове“, 1963).

### Скандални публикации
През 1995 г. във Франция излиза книгата на Роже Гароди „Основополагащи митове на израелската политика“, разобличаваща мита за Холокоста, която буквално взривява френското обществено мнение, разделяйки го крайно дуалистично по повод изнесената в книгата теза от автора. Излизането на книгата предизвика диво и невиждано озлобление в ционистките кръгове, защото Роже Гароди е крайноляв политик. Подобно на Пол Расине, той също е не само пионер на историческия ревизионизъм, но и участник в Съпротивата и бивш затворник в хитлеристките концлагери. Освен това Гароди е главен идеолог на френската компартия, от която го прогонват през 1968 г. след протест срещу влизането на съветските войски в Чехословакия. Още тогава комунистите разкритикуват Гароди за неговия „ревизионизъм“, а през 1995 г. след падането на Берлинската стена се оказва, че Гароди е отново „ревизионист“, само че от друг род.
В защита на Гароди излиза известният във Франция абат Пиер, който заради своето милосърдие и социална дейност в помощ на бедните е считан от френските граждани почти за светец.

## Гароди пред постсъвременна модерна Темида
В крайна сметка заради книгата си „Основополагащи митове на израелската политика“ Гароди попада под ударите на френската прокуратура и правосъдие за отричане на Холокоста. След осъждането му, оспорва решението на френския съд в Европейския съд по правата на човека, позовавайки се в жалбата до европейския съд на чл. 10 от Европейската конвенция за защита правата на човека и основните свободи (свобода на словото). ЕСПЧ разглежда делото на Гароди срещу Франция, заключавайки в мотивите към едно твърде оспорвано решение, че „значителна част от съдържанието и основната цел на книгата е в противоречие с основните ценности на конвенцията, изразени в уводната ѝ част, а именно – справедливост и мир“, поради което съдът приема, че Гароди е действал недобросъвестно, пишейки книгата, която била насочена към унищожаване на правата и свободите, гарантирани от Конвенцията, и следователно жалбата му е неоснователна и оставена без уважение, а претенцията му по нея отхвърлена.